# Lampetra fluviatilis

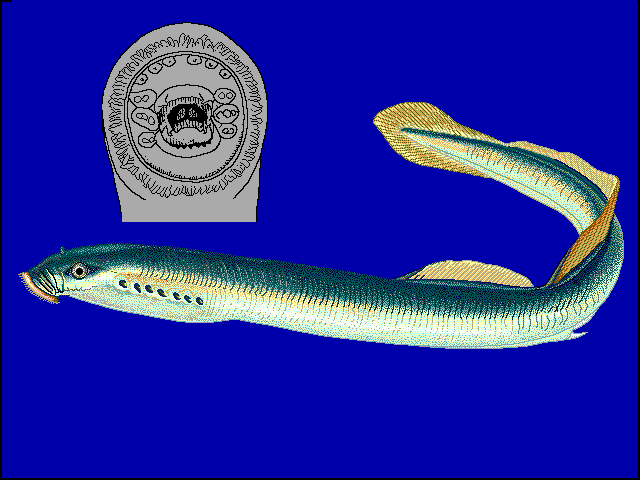
Dibujo esquemático.

La lamprea de río (Lampetra fluviatilis) es una especie de pez agnato (sin mandíbulas) del orden Petromyzontiformes, una de las pocas especies actuales de su clase Hyperoartia. De unos 30-40 cm de largo, posee una boca en forma circular capaz de roer; con ella se sujeta a su presa, comportándose como predador/parásito de la misma.
Vive en aguas poco profundas. Tiene un ciclo de reproducción similar al salmón, ya que nacen en los ríos y luego se dirigen al mar, y cuando llega el momento de procrear se dirigen nuevamente al río.
L. fluviatilis, posee siete orificios branquiales, característica de los agnatos; poseen una aleta dorsal primaria, una aleta dorsal secundaria y una aleta caudal.

## Descripción
La medida adulta de las lampreas de río es de 25 a 40 cm (10 a 16 pulgadas) en ríos y de hasta 28 cm (11 pulgadas) en lagos. Su cuerpo, muy alargado, es de un color gris oscuro uniforme en su parte superior, ligeramente amarillento-blanquecino en los lados y por debajo un blanco puro. Como todas las lampreas, estos peces carecen de aletas pares y poseen un disco de succión circular en lugar de mandíbulas. Tienen un solo orificio nasal y siete pequeños agujeros de respiración a ambos lados detrás del ojo. Los dientes son afilados. Presenta un tamaño superior a la lamprea de arroyo (Lampetra planeri), así como una separación mayor de las dos aletas dorsales.

## Distribución

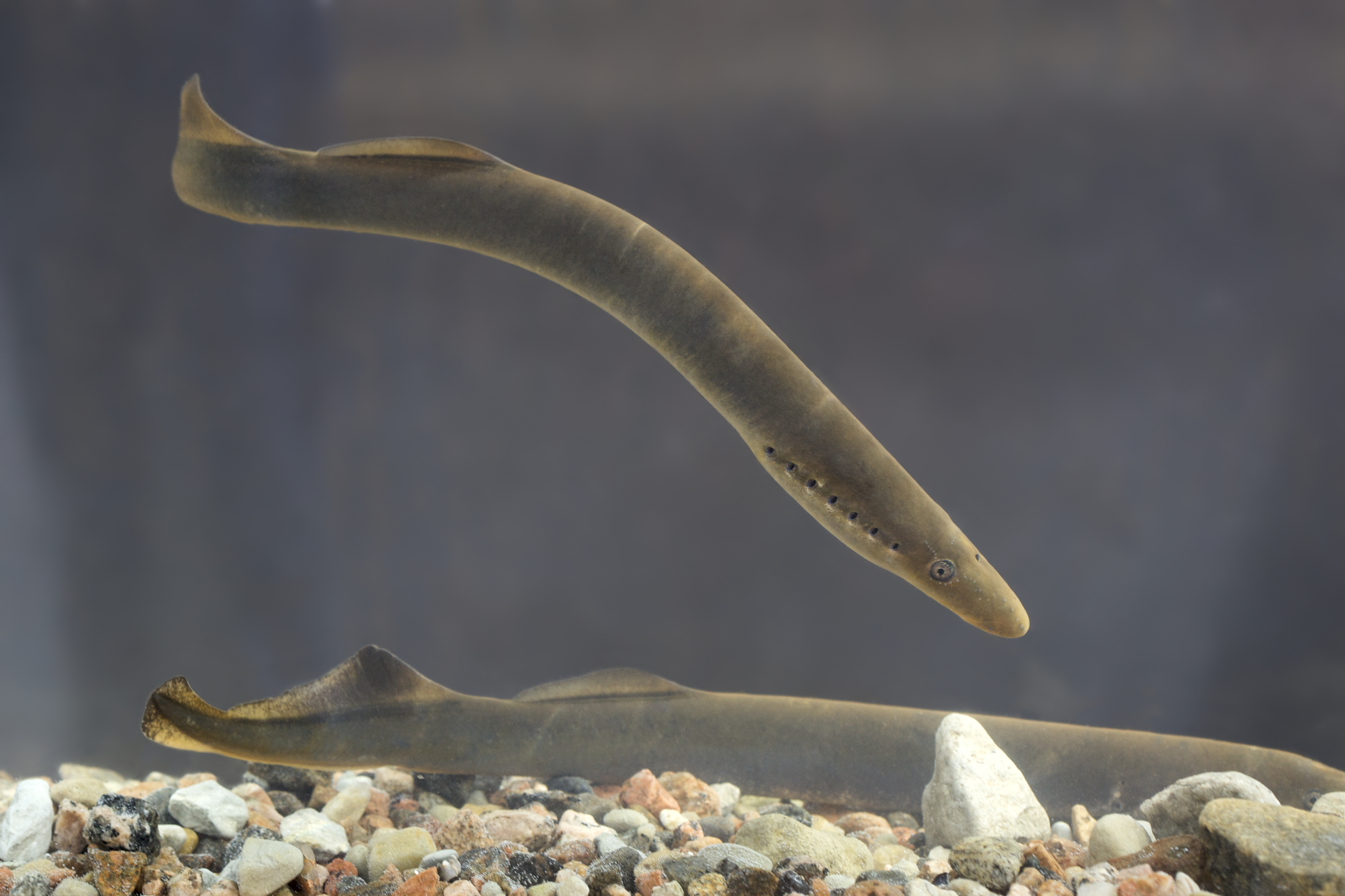
Lamprea de río en Pirita, Estonia.

La lamprea de río europea se encuentra en aguas costeras alrededor de casi toda Europa, desde el noroeste del Mar Mediterráneo al norte de los lagos de Finlandia, Escocia, Noruega (Lago Mjosa), Gales (Cors Caron), y Rusia, incluyendo ríos de los Alpes. Inicialmente, en 1996, su estado de conservación fue calificado ”casi amenazado”, pero desde el año 2008 ha sido clasificado “de preocupación menor”, una vez recuperadas sus poblaciones tras los problemas de contaminación en Europa central y occidental. Una evaluación regional para el Mar Báltico publicó en 2014, no obstante, a la lamprea de río clasificada como ”casi amenazada” de nuevo. En España se considera  presuntamente extinta según el Libro Rojo de los Vertebrados de España.

## Presa
Al igual que la mayoría de las lampreas, esta especie se alimenta como un ectoparásito y parásito de los peces. Se aferra a los flancos o las branquias de los peces con su lechón y escofinas en los tejidos de abajo.

## Taxonomía
Las lampreas de río pertenecen al mismo género que la lamprea de arroyo y se cree que están muy estrechamente relacionadas. Actualmente se piensa que las lampreas de arroyo y las fluviales europeas son una especie par, lo que significa que la lamprea de río representa la forma anadrómica de la lamprea de arroyo residente. Sin embargo, esta es un área que todavía se está investigando activamente.

## Ciclo reproductivo
La lamprea de río europea tiene un ciclo de reproducción similar al del salmón. Estas migran aguas arriba desde el mar hasta las zonas de desove en otoño e invierno. La actividad de desove es mayor en primavera (como la lamprea de arroyo) y, después del desove, los adultos mueren. Las larvas jóvenes, conocidas como ”ammocoetes”, pasan varios años en sedimentos blandos antes de migrar al mar como los adultos. Se piensa que estos peces pasan dos o tres años en los hábitat marinos antes de hacer el viaje de regreso para desovar.

## Estadísticas
Como ammocoetes, es difícil la identificación de estos animales más allá de nivel de género (Lampetra) debido a su similitud con las lampreas de arroyo. Hacen un promedio de 30 cm de longitud en la edad adulta, y algunas pueden ser considerablemente más pequeñas (20 cm), pero en cualquier caso son claramente mayores que las lampreas de arroyo en etapa adulta (12-14 cm). Por lo general pesan 150 g de la masa, y su esperanza de vida máxima es aproximadamente de 10 años.